# Jan Felix May
Jan Felix May (* 1993 in Mainz) ist ein deutscher Jazzmusiker (Piano, Komposition).

## Leben und Wirken
May erhielt zunächst klassischen Klavierunterricht und entdeckte mit 13 Jahren den Jazz; mit 16 Jahren leitete er eine Funkband. Sebastian Sternal holte ihn als Jungstudent an die Hochschule für Musik Mainz, wo er von 2012 bis 2017 studierte; seitdem ist er als freischaffender Musiker, Komponist und Arrangeur tätig.
Sein erstes Album Red Messiah (Jazzline 2018) unter eigenem Namen hat er mit Gastbeiträgen von Torun Eriksen, Franzi Aller und Christian Brückner eingespielt; es konnte sich als „Album der Woche“ im SWR platzieren. Weiterhin arbeitete er mit Vitold Rek & Young Spirit und mit Minority.

## Preise und Auszeichnungen
May erhielt zwischen 2008 und 2011 vier erste Preise bei Jugend jazzt als Solist und mit der Combo. 2016 gewann er den Solistenpreis in Burghausen und erhielt mit seiner Band den 2. Preis des Europäischen Burghauser Nachwuchs-Jazzpreises.